# نفود المظهور
نفود المظهور  أو عروق المظهور هي كثبان رملية واسعة، تقع في منطقة القصيم وحائل بالمملكة العربية السعودية.
على الرغم من أن نفود المظهور ينبثق من صحراء النفود الكبير نحو الجنوب الشرقي في رمال متصلة فليس بينهما فاصل تضاريسي، لذا فإن تحديد بدايته أمر ضروري من أجل تحديد طوله ومساحته. ويرى بعض الدارسين أن الحد الذي يبدأ منه نفود المظهور هو خط الطول 42 َ30 ْ شرقًا، وهو الحد نفسه الذي اعتمد لبداية صحراء الدهناء، وما يرجح هذا الرأي هو أن صحراء النفود الكبير تستمر في الاتجاه شرقًا في تجمع هائل من الرمال حتى إذا ما وصلت إلى خط الطول هذا انقسمت إلى قسمين: شمالي هو صحراء الدهناء، وجنوبي هو نفود المظهور٬ وتفصل بينهما هضبة التيسية التي تنتهي من الناحية الغربية عند خط الطول 42 َ30 ْ شرقًا٬ ويبلغ طول نفود المظهور من بدايته حتى نهايته بعروق السياريات حيث يبدأ نفود الثويرات عند خط الطول 44 َ30 ْ شرقًا، ودائرة العرض 27 َ00 ْ شمالاً نحو 246 كم٬ وعرضه ما بين 60 كم عند بدايته و45 كم في منتصفه ونهايته٬ ومساحة النفود تبلغ 11,000كم2، ويمثل 1,7 من مجمل التجمعات الرملية في المملكة.